# یرلی‌آقالی
یرلی‌آقالی (به لاتین: Yerliağalı) یک منطقه مسکونی در جمهوری آذربایجان است که در شهرستان بردع واقع شده است. یرلی‌آقالی ۱۹۱ نفر جمعیت دارد.